# Morganfield
Morganfield är administrativ huvudort i Union County i Kentucky. Orten har fått sitt namn efter politikern och militären Daniel Morgan. Enligt 2010 års folkräkning hade Morganfield 3 285 invånare.

## Kända personer från Morganfield
- Earle Clements, politiker